# (30448) Yoshiomoriyama
(30448) Yoshiomoriyama est un astéroïde de la ceinture principale.

## Description
(30448) Yoshiomoriyama est un astéroïde de la ceinture principale. Il fut découvert le 7 juillet 2000 au Bisei Spaceguard Center par le programme BATTeRS. Il présente une orbite caractérisée par un demi-grand axe de 2,68 UA, une excentricité de 0,15 et une inclinaison de 12,8° par rapport à l'écliptique.

## Compléments